# Valmunster
Valmunster (fràncic lorenès Walminschter) és un municipi francès situat al departament del Mosel·la i a la regió del Gran Est. L'any 2007 tenia 82 habitants.

## Demografia

### Població
El 2007 la població de fet de Valmunster era de 82 persones. Hi havia 26 famílies, de les quals 4 eren unipersonals (4 homes vivint sols), 11 parelles sense fills i 11 parelles amb fills.
La població ha evolucionat segons el següent gràfic:
Habitants censats

### Habitatges
El 2007 hi havia 31 habitatges, 28 eren l'habitatge principal de la família i 3 estaven desocupats. 31 eren cases i 1 era un apartament. Dels 28 habitatges principals, 24 estaven ocupats pels seus propietaris, 3 estaven llogats i ocupats pels llogaters i 1 estava cedit a títol gratuït; 2 tenien tres cambres, 3 en tenien quatre i 23 en tenien cinc o més. 25 habitatges disposaven pel capbaix d'una plaça de pàrquing. A 6 habitatges hi havia un automòbil i a 20 n'hi havia dos o més.

### Piràmide de població
La piràmide de població per edats i sexe el 2009 era:
| Homes | Edats   | Dones |
| ----- | ------- | ----- |
| 0     | 95 o +  | 0     |
| 0     | 90 a 94 | 0     |
| 0     | 85 a 89 | 0     |
| 0     | 80 a 84 | 4     |
| 0     | 75 a 79 | 0     |
| 0     | 70 a 74 | 0     |
| 4     | 65 a 69 | 12    |
| 4     | 60 a 64 | 0     |
| 0     | 55 a 59 | 0     |
| 8     | 50 a 54 | 8     |
| 8     | 45 a 49 | 4     |
| 4     | 40 a 44 | 8     |
| 0     | 35 a 39 | 0     |
| 0     | 30 a 34 | 0     |
| 0     | 25 a 29 | 4     |
| 0     | 20 a 24 | 8     |
| 8     | 15 a 19 | 8     |
| 0     | 10 a 14 | 0     |
| 0     | 5 a 9   | 0     |
| 0     | 0 a 4   | 0     |

## Economia
El 2007 la població en edat de treballar era de 57 persones, 29 eren actives i 28 eren inactives. De les 29 persones actives 27 estaven ocupades (13 homes i 14 dones) i 3 estaven aturades (3 homes). De les 28 persones inactives 12 estaven jubilades, 5 estaven estudiant i 11 estaven classificades com a «altres inactius».
Activitats econòmiques
L'únic establiment que hi havia el 2007 era d'una empresa de serveis.
L'any 2000 a Valmunster hi havia 4 explotacions agrícoles que ocupaven un total de 332 hectàrees.

## Poblacions més properes
El següent diagrama mostra les poblacions més properes.